# تاد سولوندز
تاد سولوندز (به انگلیسی: Todd Solondz) (زاده ۵ اکتبر ۱۹۵۹ در نیوآرک، نیوجرسی) فیلم‌نامه‌نویس و کارگردان سینمای مستقل آمریکایی است.

## آثار
- شادی
- به خانه عروسک خوش آمدید
- داستان‌گویی